# Wyspy Dziewicze Stanów Zjednoczonych na Letnich Igrzyskach Olimpijskich 1976
Wyspy Dziewicze Stanów Zjednoczonych na XXIX Letnich Igrzyskach Olimpijskich reprezentowało 21 sportowców.
Był to 3. start Wysp Dziewiczych Stanów Zjednoczonych na letnich igrzyskach olimpijskich.

## Skład kadry

### Boks
Mężczyźni
- Marcelino Garcia – waga półśrednia - 28. miejsce
- Earl Liburd – waga lekkośrednia - 9. miejsce

### Lekkoatletyka
Mężczyźni
- Ronald Russell – 100 metrów - odpadł w eliminacjach
- Hank Klein – chód 20 km - 36. miejsce

Kobiety
- Rita Hendricks – 100 metrów - odpadła w eliminacjach

### Pływanie
Mężczyźni
- Steven Newkirk

100 metrów st. dowolnym - odpadł w eliminacjach
200 metrów st. dowolnym - odpadł w eliminacjach
100 metrów st. motylkowym - odpadł w eliminacjach
200 metrów st. motylkowym - odpadł w eliminacjach
Kobiety
- Shelley Cramer

100 metrów st. dowolnym - odpadła w eliminacjach
200 metrów st. dowolnym - odpadła w eliminacjach
100 metrów st. motylkowym - odpadła w eliminacjach

### Strzelectwo
Mężczyźni
- Harold Frederick – karabin małokalibrowy, 50 m, leżąc - 74. miejsce
- Peter Hogan – karabin małokalibrowy, 50 m, leżąc - 74. miejsce
- Russell Johnson – skeet - 65. miejsce
- Felix Navarro – skeet - 65. miejsce

### Zapasy
Mężczyźni
- Emille Kitnurse – waga musza, styl wolny - niesklasyfikowany
- Ronald Joseph – waga lekka, styl wolny - niesklasyfikowany
- Ivan David – waga półśrednia, styl wolny - niesklasyfikowany
- Wayne Thomas – waga lekkociężka, styl wolny - niesklasyfikowany

### Żeglarstwo
Mężczyźni
- Art Andrew – klasa Finn – 27. miejsce
- Dan Morrison, John Foster – klasa Tempest – 13. miejsce
- Dick Johnson, Doug Graham, Tim Kelbert – klasa Soling – 24. miejsce